# Волков, Аполлон Андреевич
Аполлон Андреевич Волков (1739—1806) — военный и государственный деятель Российской империи, генерал-поручик, затем действительный тайный советник, присутствующий Военной коллегии, сенатор.

## Биография

### Происхождение
Аполлон Андреевич Волков, принадлежавший к старинному дворянскому роду Волковых, родился 21 декабря 1739 года в семье офицера лейб-гвардии Семёновского полка Андрея Андреевича Волкова (в 1762 году вышел в отставку с чином премьер-майора гвардии) и был младшим братом действительного статского советника и герольдмейстера Александра Андреевича Волкова и генерал-поручика, правящего должность Пермского и Тобольского генерал-губернатора Алексея Андреевича Волкова.

### Служба
Аполлон Андреевич Волков, как и его братья, был записан в военную службу ещё ребёнком в 1745 году в лейб-гвардии Семёновский полк, в котором служил его отец. В 1758 году он был произведён в первый офицерский чин прапорщика, в 1761 году, минуя чин подпоручика, сразу в поручики, в следующем году — в капитан-поручики и 1 января 1764 года — в капитаны лейб-гвардии Семёновского полка.
9 мая 1765 года Волков был переведён в армию с чином полковника, в 1771 году был произведён в бригадиры, 21 апреля 1773 года — в генерал-майоры, в 1775 году состоял при 1-й армии, в 1776 году — при корпусе войск в Новороссийской и Азовской губерниях и в Азовском пехотном полку, 5 мая 1779 года был произведён в генерал-поручики, состоял в войсках под командованием П. А. Румянцева, а в 1781—1782 годах — при Санкт-Петербургской дивизии и одновременно с 1781 года являлся присутствующим Военной коллегии, а в 1788 году возглавил Московскую контору Военной коллегии. 10 июля 1775 года Волков был награждён орденом Святой Анны.
В 1789—1790 годах Волков был инспектором войск и главнокомандующим войсками в Эстляндской губернии.
После вступления на престол императора Павла I Волков, переименованный из генерал-поручиков в генерал-лейтенанты, 26 декабря 1796 года был назначен присутствующим в Пятом (московском) департаменте Правительствующего сената, а 2 дня спустя, 28 декабря, произведён в действительные тайные советники. В день своей коронации 5 апреля 1797 года Павел I пожаловал Волкову 1000 душ мужского пола в Саратовской губернии (село Верхние Добреньки, деревни Грязнуха и Плетнёвка) и орден Святого Александра Невского.
3 февраля 1799 года Волков, которому шёл 60-й год, по прошению был уволен от службы, с назначением ему в пенсион получаемого до отставки жалования.
Выйдя в отставку, Волков проживал в Москве; на 1802 год он был одним из директоров Московского благородного собрания и высказался за разрешение дворянам приезжать в благородное собрание во фраках (а не исключительно в мундирах), на что последовало разрешение Московского военного губернатора графа И. П. Салтыкова.
6 апреля 1806 года Волков скончался и был похоронен в Москве в Новодевичьем монастыре.

### Семья

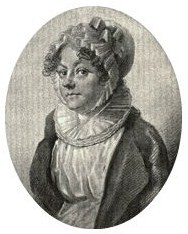
Маргарита Волкова, жена

Жена — Маргарита Александровна Кошелева (3 февраля 1762 — 31 октября 1820), дочь статского советника Александра Родионовича Кошелева (1718—1774) от его брака с Анастасией Егоровной Еремеевой (ум. 1773); сестра известного мистика и массона Родиона Кошелева и Дарьи Валуевой. В молодости Маргарита Александровна была неразлучной приятельницей сестер Головиных и вместе с ними привлекала к себе цвет тогдашней петербургской молодежи. Музыка и литература были любимым их времяпрепровождением. Одним из их поклонников был молодой поэт Юрий Нелединский-Мелецкий, которому девица Кошелёва любила задавать темы для стихов и просили переводить французских авторов.
За заслуги мужа была пожалована кавалерственной дамой ордена св. Екатерины. По словам П. Вяземского, Волкова была «женщина уважаемая в Москве за твёрдый рассудок свой и за нравственное достоинство». Она часто устраивала у себя вечера, которые, «под деятельным председательством хозяйки, походили иногда на заседания игорной академии». Детей своих воспитала просто, не гоняясь за журавлями в небе. Дочери её и вообще все семейство, заключающееся в двух дочерях и трёх сыновьях, было одарено отличными музыкальными способностями и по части инструментальной, и по части голосовой. Дети:
- Андрей Аполлонович (1785—12.09.1799[8])
- Мария Аполлоновна (1786—1859), фрейлина императрицы Марии Фёдоровны, замужем не была. Её письма из Москвы в Петербург к подруге В. И. Ланской были переведены и напечатаны в «Вестнике Европы» в 1874 и 1875 годах.
- Сергей Аполлонович (1788—1854), действительный статский советник, попечитель Московского университета. Был женат с 1812 года на графине Дарье Юрьевне Виельгорской (1796—18?), дочери Ю. М. Виельгорского.
- Екатерина Аполлоновна (30.09.1789—10.02.1870), была «прелестной красоты и отличная пианистка», замужем за сенатором Г. Н. Рахмановым (1761—1840).
- Ирина Аполлоновна (26.04.1791[9]— ?), крещена 30 апреля 1791 года в Никольском морском соборе при восприемстве девицы Марии Романовны Кошелевой.
- Николай Аполлонович (18.04.1795—1858), полковник лейб-гвардии Семёновского полка, затем действительный статский советник, Московский уездный предводитель дворянства.
- Анна Аполлоновна (28.09.1796[10]—25.12.1797[11]), родилась в Москве, крещена 10 октября 1796 года в Вознесенской церкви у Никитских ворот при восприемстве дяди Р. А. Кошелёва и сестры Марии.
- Александр Аполлонович (09.07.1798[12]—апрель 1799), родился в Москве, крещен 18 июля 1798 года в Вознесенской церкви у Никитских ворот при восприемстве брата Андрея и сестры Марии.
- Михаил Аполлонович (26.10.1799[8]—1882), дипломат, камергер, член Союза благоденствия, был женат на Урании Осиповне Гюбш.

Известность приобрели так же племянник Волкова Александр Александрович (1778—1833) — генерал-лейтенант, последовательно занимавший в Москве должности полицмейстера, коменданта и начальника 2-го Округа Корпуса жандармов, и внук (сын Николая Аполлоновича) Аполлон Николаевич (1819—1896) — тайный советник, Вятский, затем Пензенский губернатор.